# Aldemar
Aldemar dos Santos (ur. 7 listopada 1931 w Rio de Janeiro, zm. 28 sierpnia 1977 w Recife) – brazylijski piłkarz, występujący na pozycji środkowego obrońcy.

## Kariera klubowa
Karierę piłkarską Aldemar rozpoczął w klubie CR Vasco da Gama w 1956 roku. W latach 1952–1958 był zawodnikiem Santa Cruz Recife. Z Santa Cruz zdobył mistrzostwo stanu Pernambuco – Campeonato Pernambucano w 1957 roku. W latach 1958–1964 grał w SE Palmeiras. Z Palmeiras dwukrotnie zdobył mistrzostwo stanu São Paulo – Campeonato Paulista w 1959, 1963 oraz Taça Brasil 1960. W barwach Palmeiras Aldemar rozegrał 277 spotkania i strzelił 2 bramki.
W późniejszych latach występował w Américe Belo Horizonte w 1965 oraz w Guarani FC, gdzie zakończył karierę w 1966 roku.

## Kariera reprezentacyjna
W reprezentacji Brazylii Aldemar zadebiutował 29 maja 1960 w wygranym 4-1 meczu z reprezentacją Argentyny, którego stawką była Copa Julio Roca 1960. Ostatni raz w reprezentacji wystąpił 29 czerwca 1961 w wygranym 3-2 towarzyskim meczu z reprezentacją Paragwaju. Ogółem w reprezentacji wystąpił 4 razy.